# Цамиола (Мантова)
Цамиола је насеље у Италији у округу Мантова, региону Ломбардија.
Према процени из 2011. у насељу је живело 20 становника. Насеље се налази на надморској висини од 22 м.